# Chaetocnema cachani
Chaetocnema cachani es un coleóptero de la familia Chrysomelidae. Fue descrita científicamente en 2001 por Biondi.